# Акты Московского государства 1549 года
Царствование: 1533—1584 — Иван IV Васильевич Грозный

## Акты Московского государства 1549 года
- 4 июня — царская грамота в Дмитров Аникееву Дмитрию Леонтьевичу и Кимерским таможенникам в сборе таможенных пошлин с торговых людей, по случаю уничтожения тарханов в отношении к таким сборам.
- 27 июня — жалованная (подтвердительная) уставная наместничья грамота царя Ивана Васильевича рыльским детям боярским, севрюкам, посадским людям и крестьянам, с царским подтверждением (около  1552 года).
- 18 июля — жалованная данная (поместная) грамота царя Ивана Васильевича кормовому ключнику Ржаникову Богдану Третьякову на деревни Бор, Юрлово и других в Шелонской пятине.
- 27 сентября — царский наказ губным сёлам Кирилло-белозерского монастыря  с предоставлением права крестьянам судить и казнить смертью татей и разбойников.